# 奇文鯿
奇文鯿（學名：Vimba mirabilis）為輻鰭魚綱鯉形目雅羅魚科的其中一種，分布於亞洲土耳其克曼德雷斯河流域，體長可達11.3公分，生活習性不明。